# Helioseris cucullata
Helioseris cucullata är en korallart som först beskrevs av Ellis och Daniel Solander 1786.  Helioseris cucullata ingår i släktet Helioseris och familjen Agariciidae. IUCN kategoriserar arten globalt som livskraftig. Inga underarter finns listade i Catalogue of Life.